# Jorge Aquino
Jorge Daniel Aquino Guerrero (Ciudad del Este, Paraguay, 14 de diciembre de 1987) es un futbolista paraguayo nacionalizado chileno. Juega de defensa y actualmente milita en el Deportes Rengo de la Segunda División de Chile.
Pese a ser paraguayo, inició su carrera futbolística en Chile, donde jugó gran parte de su carrera, específicamente en el ascenso del fútbol de ese país. Está casado con la psicopedagoga ex técnico en enfermería Carolina Cisterna Maturana y dos hijos Agustina y Jesús.

## Clubes
| Club                  | País     | Año       |
| --------------------- | -------- | --------- |
| Curicó Unido          | Chile    | 2007-2008 |
| Rangers               | Chile    | 2008-2009 |
| Naval de Talcahuano   | Chile    | 2009      |
| Sol de América        | Paraguay | 2010      |
| Naval de Talcahuano   | Chile    | 2011-2012 |
| Deportes Concepción   | Chile    | 2013-2014 |
| Curicó Unido          | Chile    | 2014-2016 |
| Deportes La Serena    | Chile    | 2016-2017 |
| Deportes Puerto Montt | Chile    | 2018-2019 |
| Rangers de Talca      | Chile    | 2020      |
| Santiago Morning      | Chile    | 2021-2022 |
| Deportes Rengo        | Chile    | 2023-act. |